# 微創醫療
微創醫療科學有限公司，簡稱微創醫療（英語：MicroPort Scientific Corporation，港交所：0853）是一家中国医疗器械制造商。

## 历史
1998年由常兆华（董事長）創立“微创医疗器械（上海）有限公司”，後來更名為「上海微创医疗器械（集团）有限公司」。
其业务主要覆盖心血管介入产品、骨科医疗器械、糖尿病及内分泌医疗器械、电生理医疗器械、大动脉及外周血管介入产品、神经介入产品、外科手术等十大领域。2010年9月24日於香港交易所主板上市。
總部位於中華人民共和國上海張江高科技園區张东路1601號。平均每20秒左右，就有一个产品用于救治患者生命或改善其生活品质或用于帮助其催生新的生命。
其中冠脉药物支架产品是第一个国产药物支架系统，自2004年上市以来连续10年保持国内市场占有率领先，累计120余万套支架产品救治了约80多万例病人；关节类产品市场占有率位居全球第五（2013年收购60年历史的美国瑞特（Wright）公司关节重建业务）。除了数十家全资子公司外，2014年还与意大利索林公司成立合资公司，开发、生产和经营起搏器等心律管理类产品。